# Магієнур Ель-Масрі
Магіенур Ель-Масрі (7 січня 1986 , Александрія ) — єгипетська правозахисниця, феміністка та політична діячка, письменниця та журналістка з Александрії. Відстоює права політв'язнів у цьому прибережному місті з середини 2000-х, за що була заарештована 22 вересня 2019 року. Звільнена у липні 2021 року.

## Правозахисна діяльність
Ель-Масрі організовує мирні протести та підтримує заходи для підтримки політичних в'язнів, використовуючи соціальні мережі для засудження порушень прав людини. За активну та різнопланову діяльність її називають голосом революції та борцем за права жінок. Як зазначає александрійський учений і товариш:

«Не було жодної справи, яку б не використовувала Магіенур для боротьби: права людини, права студентів, права жінок, робітничі страйки, правова допомога, боротьба з жорстокістю поліції, житло для бідних, протистояння корупції, антивоєнні судові процеси, збереження спадщини, право на публічний простір, наділення землею бідних, глобальне потепління, права безпритульних дітей, сирійські біженці; список можна продовжувати... Магіенур завжди була поруч, спала поруч із сирійськими біженцями в поліцейських дільницях, щоб переконатися, що їх не будуть катувати або депортувати, захищала двадцять одну жінку-прихильницю Братства, які були засуджені (а пізніше виправдані) до одинадцяти років ув'язнення, та знаходила зниклих безвісти. Магіенур поспішала захищати права жертви — незалежно від її приналежності — і відвідувала похорон людей з якими вона ніколи не була знайома. Сама її присутність давала сигнал про те, що ця проблема дійсно важлива, і піднімала моральний дух протестувальників».

Ель-Масрі була засуджена до двох років тюремного ув'язнення за порушення суперечливого закону Єгипту про протести, перш ніж цей термін було скорочено до шести місяців. Молода активістка брала участь в акції протесту 3 грудня 2013 року, щоб закликати до справедливості та відплати за Халеда Саїда, якого закатували до смерті в червні 2010 року, який згодом став одним із символів єгипетської революції 2011 року.
Ель-Масрі звільнили у вересні 2014 року, а в травні 2015 року вона знову була засуджена за іншим звинуваченням, коли під час президентства Мурсі, Ель-Масрі та група адвокатів почали сидячу забастовку перед поліцейською дільницею Ель-Рамл в Александрії, вимагаючи від міністерства внутрішніх справ офіційних вибачень за поранення свого колеги-адвоката співробітниками поліції. Тоді адвокатів заарештували та звинуватили у спробі проникнення до відділку поліції. У грудні 2015 року було винесено виправдувальний вирок Ель-Масрі та її колегам, але його було оскаржено. Міжнародна Амністія оголосила її в'язнем сумління.

## Нагороди
У червні 2014 року Ель-Масрі була нагороджена Міжнародною премією Людовіка Трарьє з прав людини. Це міжнародна відзнака, яка щорічно вручається юристам за внесок у захист прав людини. Магіенур стала другою людиною, удостоєною міжнародної нагороди під час перебування у в'язниці після Нельсона Мандели в 1985 році.